# Verndale
Verndale ist eine Kleinstadt (City) im Wadena County des Bundesstaates Minnesota der Vereinigten Staaten. Das U.S. Census Bureau hat bei der Volkszählung 2020 eine Einwohnerzahl von 511 ermittelt.

## Lage
Verndale liegt etwa in der geografischen Mitte des Bundesstaates Minnesota, etwa 140 Kilometer ostsüdöstlich von Fargo und 210 Kilometer Luftlinie nordwestlich von Minneapolis. Benachbarte Orte sind Blue Grass (rund 16 Kilometer nördlich), Aldrich (rund sieben Kilometer südöstlich), Hewitt (rund zehn Kilometer südwestlich) und Wadena (rund zehn Kilometer nordwestlich).
Westlich von Verndale liegt der Wing River, der ein Nebenarm des Crow Wing River und somit Teil des Flusssystems des Mississippi ist.

## Geschichte
Die ersten Siedler in Verndale waren John E. Butler, Charles W. Brown, John B. Kelly und Charles C. Kelly, die im Juli 1877 aus Rock Falls, Iowa, in das heutige Verndale gekommen waren. Sie begannen dort mit der Errichtung einer Wohnsiedlung an der bereits bestehenden Strecke der Minnesota Northwestern Railroad. Benannt wurde die Siedlung nach Vernette Smith, einer Enkelin von Lucas W. Smith, einer der ersten Siedler der Stadt sowie erster Postvorsteher. Bereits kurz darauf lebten über 100 Familien in dem neu gegründeten Dorf, die meisten von ihnen waren Angehörige von Veteranen aus dem Sezessionskrieg.
Das Land um die Stadt wurde noch 1877 in Grundstücke eingeteilt, im folgenden Jahr entstand eine Poststelle des United States Postal Service. Im Januar 1878 eröffnete das erste Geschäft in dem Ort. Der Siedler W. H. Raymond eröffnete im März 1878 einen Dorfladen, im gleichen Monat entstand im Verndale ein Holzlager. Im Juni 1878 entstand das Crandall House, das erste Hotel Verndales, das am 3. Juli 1878 eröffnet wurde. Im September 1878 kamen noch zwei weitere Hotels hinzu, außerdem entstand im Jahr 1878 eine Schule, an der im Jahr 1880 insgesamt 50 Schüler unterrichtet wurden. Verndale wies nach seiner Gründung ein relativ schnelles Wachstum auf, 1878 hatte der Ort bereits 300 Einwohner. Durch eine Änderung der Eintragung im Grundbuch wurde Verndale im Jahr 1879 nach Norden hin vergrößert, zuvor gehörte nur der südlich der Bahnstrecke gelegene Teil des heutigen Verndale zum Ort. Im November 1879 wurde in einer Verwaltungssitzung der Bau einer Schrotmühle beschlossen, am 20. Juli 1880 wurde der Bau fertig gestellt.
Ab Juni 1880 wurde in Verndale eine Schmiede in Betrieb genommen. Wenig später verfügte der Ort auch noch über eine Apotheke und einen Landmaschinenhandel. Anfang der 1880er-Jahre wurde mit dem Bau einer Hauptverkehrsstraße durch Verndale begonnen, durch die der Ort mit der Stadt Shell City verbunden wurde. Durch die dadurch entstehende gute Verkehrsanbindung von Verndale entwickelte sich der Ort zu einem Wirtschaftszentrum, von dem aus vor allem mit Weizen gehandelt wurde. Dadurch stieg die Einwohnerzahl von Verndale weiter an. Zur Lagerung des Weizens wurden in den Jahren 1879 und 1882 zwei Getreideheber gebaut. Bereits 1880 gründete Moses Stewart in der Stadt die Pettit Grain and Potato Company, eines der größten Unternehmen in der Region zur damaligen Zeit. Mit der Zeit entwickelte sich Verndale somit zum Haupthandelsort für Weizen in Minnesota.
1884 errichteten einige Bürger von Verndale ein Gebäude und boten es der Verwaltung des Wadena County als Geschenk an, wenn dieses seinen Verwaltungssitz von Wadena nach Verndale verlegen würde. Das Gebäude war ein zweistöckiger Bau im Second-Empire-Stil mit Mansarddach, dass von allen Seiten mit Straßen umrundet war. Dieses Angebot wurde von der Bezirksverwaltung zunächst abgelehnt, nach Protesten kam es jedoch im November 1886 zu einer Volksabstimmung, bei der Wadena mit einem Vorsprung von 484 Stimmen als Verwaltungssitz bestätigt wurde. In dem fortan ungenutzten Gerichtsgebäude in Verndale war ab 1892 eine katholische Akademie untergebracht, die nach zwei Jahren wieder geschlossen wurde. Später wurde das Haus noch als Theater sowie für die Unterbringung der örtlichen Stromversorgung genutzt.
Im Oktober 1898 wurden neun Geschäftsgebäude in Verndale durch ein Feuer zerstört. Am 1. März 1903 wurde Verndale an das öffentliche Stromnetz angeschlossen. Ein weiteres größeres Feuer zerstörte 1906 fünf Gebäude im Ortszentrum, am 5. Januar 1912 wurde das Gerichtsgebäude von Verndale durch einen Brand zerstört. Nur etwa ein halbes Jahr später, am 8. Juli 1912, brannte die Schrotmühle von Verndale durch einen Blitzschlag nieder, sie wurde wie auch der Gerichtsbau danach nicht wieder aufgebaut. Im Mai 1915 brannte das ursprüngliche Schulgebäude von Verndale nieder, es wurde im folgenden Jahr durch einen Neubau ersetzt. In den Jahren 1954, 1965 und 1990 wurde das Schulgebäude jeweils vergrößert, um mehr Schüler aufnehmen zu können.

## Bevölkerung

### Census 2010
Beim United States Census 2010 hatte Verndale 602 Einwohner, die sich auf 239 Haushalte und 156 Familien verteilten. 94,4 % der Einwohner waren Weiße, 1,0 % amerikanische Ureinwohner, 0,2 % Asiaten, 1,5 % anderer Abstammung und 3,0 % waren von zwei oder mehr Abstammungen. Hispanics oder Latinos machten 2,7 % der gesamten Bevölkerung aus. In 44,4 % der Haushalte von Verndale lebten verheiratete Ehepaare, 11,3 % der Haushalte setzten sich aus alleinstehenden Frauen und 9,6 % aus alleinstehenden Männern zusammen. 32,2 % der Haushalte hatten Kinder unter 18 Jahren, die bei ihnen wohnten und in 13,8 % der Haushalte lebten Senioren über 65 Jahre.
Das Medianalter lag in Verndale im Jahr 2010 bei 35,0 Jahren. 28,4 % der Einwohner waren unter 18 Jahre alt, 9,7 % waren zwischen 18 und 24, 25,6 % zwischen 25 und 44, 20,5 % zwischen 45 und 65 und 15,8 % der Einwohner waren älter als 65 Jahre. 51,7 % der Einwohner waren männlich und 48,3 % weiblich.

### Census 2000
Beim United States Census 2000 lebten in Verndale 575 Einwohner in 234 Haushalten und 157 Familien. 96,7 % der Einwohner waren Weiße, 0,35 % Afroamerikaner, 1,22 % amerikanische Ureinwohner, 0,52 % Asiaten, 0,7 % anderer Abstammung und 0,52 % mehrerer Abstammungen. 1,57 % aller Einwohner waren Hispanics oder Latinos. Der größte Teil der Einwohner (32,4 %) waren deutscher Abstammung.
Zum Zeitpunkt der Volkszählung betrug das Medianeinkommen in Verndale pro Haushalt 26.000 US-Dollar und pro Familie 30.938 US-Dollar. Das durchschnittliche Pro-Kopf-Einkommen lag bei 12.448 US-Dollar. 10,4 % der Familien und 11,8 % der Einwohner von Warba lebten unterhalb der Armutsgrenze, davon waren 13,9 % unter 18 und 8,8 % über 65 Jahre alt.

## Infrastruktur
Verndale liegt am U.S. Highway 10, der die Stadt mit Fargo und St. Cloud verbindet, sowie an einer Bahnstrecke der Union Pacific Railroad. Der früher an dieser Bahnstrecke bestehende Bahnhof ist heute nicht mehr in Betrieb, der nächstgelegene noch bestehende Bahnhof befindet sich in Staples.
Verndale ist Sitz des Verndale Public School District. An der örtlichen Grundschule (PreK–6) werden im Schuljahr 2019/20 insgesamt 295 Schüler unterrichtet. Die Highschool (7–12) besuchen Schüler aus Verndale in Wadena.